# Абриколь

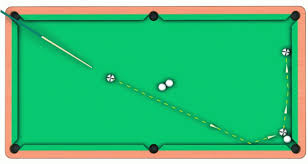
приклад абриколя

Абриколь (в піраміді) — удар, при якому биток потрапляє спочатку в борт, а потім від борта в прицільну кулю.
Застосування такого удару, як Абриколь, різноманітно. Найчастіше — в разі, якщо прицільна куля закрита проміжними кулями і прямий удар неможливий. Але також потрібно вважати абриколем і удар від прицільної кулі, так як в цьому випадку він грає роль борту.